# Campionati mondiali di canoa/kayak 1977
I 13esimi Campionati mondiali di canoa/kayak si sono svolti a Sofia (Bulgaria) nel 1977.

## Medagliere
| Pos. | Paese            | Oro | Argento | Bronzo | Totale |
| ---- | ---------------- | --- | ------- | ------ | ------ |
| 1    | Unione Sovietica | 4   | 4       | 6      | 14     |
| 2    | Romania          | 4   | 4       | 2      | 10     |
| 3    | Ungheria         | 3   | 4       | 4      | 11     |
| 4    | Germania Est     | 3   | 3       | 0      | 6      |
| 5    | Polonia          | 2   | 1       | 2      | 5      |
| 6    | Italia           | 1   | 0       | 1      | 2      |
| 6    | Bulgaria         | 1   | 0       | 1      | 2      |
| 8    | Canada           | 0   | 1       | 0      | 1      |
| 8    | Germania Ovest   | 0   | 1       | 0      | 1      |
| 10   | Spagna           | 0   | 0       | 2      | 2      |

## Medaglie Canoa

### C1 500m
| Posizione | Atleta         | Paese            | Tempo |
| --------- | -------------- | ---------------- | ----- |
|           | Lipat Varabiev | Romania          |       |
|           | Ulrich Eicke   | Germania Ovest   |       |
|           | Zdislav Soroko | Unione Sovietica |       |

### C1 1000m
| Posizione | Atleta          | Paese            | Tempo |
| --------- | --------------- | ---------------- | ----- |
|           | Ivan Patzaichin | Romania          |       |
|           | Sergei Antipov  | Unione Sovietica |       |
|           | Tamás Buday     | Ungheria         |       |

### C1 10000m
| Posizione | Atleta          | Paese            | Tempo |
| --------- | --------------- | ---------------- | ----- |
|           | Tamás Wichmann  | Ungheria         |       |
|           | Vasyl Yurchenko | Unione Sovietica |       |
|           | Ivan Patzaichin | Romania          |       |

### C2 500m
| Posizione | Atleta                        | Paese            | Tempo |
| --------- | ----------------------------- | ---------------- | ----- |
|           | László Foltán István Vaskuti  | Ungheria         |       |
|           | Greg Smith John Wood          | Canada           |       |
|           | Yuri Lobanov Vasily Yurchenko | Unione Sovietica |       |

### C2 1000m
| Posizione | Atleta                        | Paese            | Tempo |
| --------- | ----------------------------- | ---------------- | ----- |
|           | Yuri Lobanov Vasily Yurchenko | Unione Sovietica |       |
|           | Tamás Buday Oszkár Frey       | Ungheria         |       |
|           | Andrzej Gronowicz Jerzy Opara | Polonia          |       |

### C2 10000m
| Posizione | Atleta                       | Paese            | Tempo |
| --------- | ---------------------------- | ---------------- | ----- |
|           | Yuri Lobanov Serhei Petrenko | Unione Sovietica |       |
|           | Pavel Cozlov Lipat Varabiev  | Romania          |       |
|           | Andras Hubik Zoltan Parti    | Ungheria         |       |

## Medaglie Kayak

### K1 500m
| Posizione | Atleta               | Paese    | Tempo |
| --------- | -------------------- | -------- | ----- |
|           | Vasile Dîba          | Romania  |       |
|           | Grzegorz Sledziewski | Polonia  |       |
|           | Zoltán Sztanity      | Ungheria |       |

| Posizione | Atleta             | Paese            | Tempo |
| --------- | ------------------ | ---------------- | ----- |
|           | Gudrun Dittmar     | Germania Est     |       |
|           | Maria Cosma        | Romania          |       |
|           | Tatiana Korshunova | Unione Sovietica |       |

### K1 1000m
| Posizione | Atleta       | Paese        | Tempo |
| --------- | ------------ | ------------ | ----- |
|           | Vasile Dîba  | Romania      |       |
|           | Rüdiger Helm | Germania Est |       |
|           | Oreste Perri | Italia       |       |

### K1 10000m
| Posizione | Atleta             | Paese            | Tempo |
| --------- | ------------------ | ---------------- | ----- |
|           | Oreste Perri       | Italia           |       |
|           | István Fabian      | Ungheria         |       |
|           | Nikolai Stepanenko | Unione Sovietica |       |

### K2 500m
| Posizione | Atleta                              | Paese            | Tempo |
| --------- | ----------------------------------- | ---------------- | ----- |
|           | Joachim Mattern Bernd Olbricht      | Germania Est     |       |
|           | Nikolai Ostapkovich Viktor Vorobiev | Unione Sovietica |       |
|           | Géza Csapó Jozsef Svidro            | Ungheria         |       |

| Posizione | Atleta                         | Paese        | Tempo |
| --------- | ------------------------------ | ------------ | ----- |
|           | Martina Fischer Marion Rosiger | Germania Est |       |
|           | Nastasia Nichitov Agafia Orlov | Romania      |       |
|           | Vanja Gesheva Diana Hristova   | Bulgaria     |       |

### K2 1000m
| Posizione | Atleta                              | Paese            | Tempo |
| --------- | ----------------------------------- | ---------------- | ----- |
|           | Zoltán Bakó István Szabó            | Ungheria         |       |
|           | Joachim Mattern Bernd Olbricht      | Germania Est     |       |
|           | Serhei Nahorny Vladimir Romanovskij | Unione Sovietica |       |

### K2 10000m
| Posizione | Atleta                            | Paese            | Tempo |
| --------- | --------------------------------- | ---------------- | ----- |
|           | Anatoliy Korolkov Petras Schurkas | Unione Sovietica |       |
|           | Zoltán Bakó István Szabó          | Ungheria         |       |
|           | Cuprian Macarencu Nicolae Tico    | Romania          |       |

### K4 500m
| Posizione | Atleta                                                                                                 | Paese   | Tempo |
| --------- | --- | ------- | ----- |
|           | Henryk Budzicz Grzegroz Koltan Ryzsard Oborski Daniel Weina                                            | Polonia |       |
|           | Beniami Borbandi Ion Dragulschi Vasile Simiocenco Mihai Zafiu                                          | Romania |       |
|           | José Ramón López Diaz-Flor Herminio Menéndez Rodriguez Luis Gregoria Ramos Misioné Juan Sánchez Romero | Spagna  |       |

| Posizione | Atleta                                                            | Paese            | Tempo |
| --------- | ----------------------------------------------------------------- | ---------------- | ----- |
|           | Maria Mincheva Rosa Bohanova Velitcha Mincheva Natascha Yanakieva | Bulgaria         |       |
|           | Gudrun Dittmar Martina Fischer Sabine Pochert Marion Rosiger      | Germania Est     |       |
|           | Galina Chikareva Nina Doroh Tatiana Korshunova Taisia Lapteva     | Unione Sovietica |       |

### K4 1000m
| Posizione | Atleta                                                                                                 | Paese            | Tempo |
| --------- | --- | ---------------- | ----- |
|           | Henryk Budzicz Grzegroz Koltan Ryzsard Oborski Daniel Weina                                            | Polonia          |       |
|           | Alexander Avdeev Volodymyr Morozov Sergei Nikloski Alexander Shaporenko                                | Unione Sovietica |       |
|           | Juan Sánchez Romero José Ramón López Diaz-Flor Herminio Menéndez Rodriguez Luis Gregoria Ramos Misioné | Spagna           |       |

### K4 10000m
| Posizione | Atleta                                                                   | Paese            | Tempo |
| --------- | ------------------------------------------------------------------------ | ---------------- | ----- |
|           | Alexander Avdeev Sergei Nikloski Volodymyr Morozov Alexander Shaporenko  | Unione Sovietica |       |
|           | Csaba Giczi Ivan Herczeg István Joós János Rátkai                        | Ungheria         |       |
|           | Andrzej Klimaszewski Krisztov Lepianka Zbignew Torzecki Zdzislaw Szubski | Polonia          |       |